# Euxoa rumatana
Euxoa rumatana är en fjärilsart som beskrevs av Smith 1903. Euxoa rumatana ingår i släktet Euxoa och familjen nattflyn. Inga underarter finns listade i Catalogue of Life.